# Carcavelos
Carcavelos is een plaats en freguesia in de Portugese gemeente Cascais in het district Lissabon. Carcavelos ligt tussen Parede en Oeiras. In 2001 was het inwonertal 20.037 op een oppervlakte van 4,37 km².